# توماس أربوثنوت
توماس أربوثنوت (بالإنجليزية: Thomas Arbuthnott)‏ (29 يونيو 1911 – 20 يناير 1995) هو ملاكم نيوزيلندي راحل، مثّل بلاده في الألعاب الأولمبية الصيفية 1936.

## روابط خارجية
توماس أربوثنوت على موقع أوليمبيديا (الإنجليزية)
- توماس أربوثنوت على موقع اللجنة الأولمبية النيوزيلندية (الإنجليزية)